# Алексєєв Федір Якович
Фе́дір Я́кович Алексє́єв (рос. Фёдор Яковлевич Алексеев; нар. 1753 або 1755, Санкт-Петербург — пом. 23 листопада 1824, Санкт-Петербург) — російський живописець-пейзажист, один із основоположників жанру міського пейзажу в російському живописі. Академік Імператорської академії мистецтв з 1794 року.

## Біографія
Народився 1753 або 1755 року в Санкт-Петербурзі в родині відставного солдата, сторожа Російської академії наук. Упродовж 1766—1773 років навчався в Імператорській академії мистецтв: у 1767 році перебував у класі «живопису птахів, тварин, плодів і квітів»; 1772 року переведений ло ландшафтного класу. 1771 року отримав малу срібну медаль за малюнок з натури, у 1773 році — малу золоту медаль за пейзаж. Того ж року був відряджений пенсіонером Академії мистецтв до Венеції, де до 1777 року опановував перспективу спочатку під керівництвом Джузеппе Моретті, потім — Петро Гаспарі.
Після повернення до Санкт-Петербурга був призначений членом Дирекції Імператорських театрів, працював у майстерні Франческо Градіцці. Упродовж 1779—1786 років працював живописцем при театральному училищі, одночасно робив копії у Ермітажі майстрів Каналетто, Бернардо Беллотто, Клода Жозефа Верне. У 1795 році був направлений у відрядження до Малоросії та Криму (був зокрема у Херсоні, Миколаєві, Бахчисараї) з метою написання видів міст, відвіданих Катериною ІІ в 1787 році під час її мандрівки на південь Російської імперії. Після повернення за акварельними ескізами відтворив у живописі види південних міст.
У 1800—1802 роках за направленням Ради Академії разом з підмайстрами Олександром Кунавіним та І. В. Мошковим виїхав до Москви та інших міст Росії для написання міських видів. З 1802 року — радник Імператорської академії мистецтв з перспективного живопису. Протягом 1803—1824 років керував класом перспективного живопису в Імператорської академії мистецтв: серед учнів — Максим Воробйов. У 1808 році працював над проєктами забудови площ Полтави. Протягом 1810—1811 перебував з Максимом Воробйовим в експедиції губернськими містами Росії (відвідав Москву, Орел, Воронеж). Помер у Санкт-Петербурзі 11 [23] листопада 1824 року. Похований у Санкт-Петербурзі на Смоленському православному кладовищі.

## Творчість
Під час перебування у Венеції написав картину «Набережна Ск'явоні у Венеції» (1775, Національний художній музей Білорусі); копію з картини Каналетто «Сходи Академії мистецтв у Венеції» — «Внутрішній вид двору з садом» (1776; Російський музей; повтор 1790 року — Третьяковська галерея), за яку у 1794 році отримав від Академії мистецтв звання «назначеного»; «Морський пейзаж» (біля 1777, збірка Ніни Арнінг, Москва).
У 1790-х роках виступив з пейзажами Санкт-Петербурга, зокрема: «Вид Петропавловської фортеці і Палацової набережної» (1793, зберігалася у Російському музеї; втрачена у 1941 році в Алупці на пересувній виставці; повтор — в Музеї-садибі «Архангельське»; варіант — 1799, Російський музей), «Вид Санкт-Петербурга на Неві-ріці» («Вид Палацової набережної від Петропавлівської фортеці»; 1794, Третьяковська галерея; варіант — 1799,Російський музей), за які у 1794 році отримав звання академіка.
За результатами відрядження до Малоросії і Криму написав картини: «Площа у місті Миколаєві» (Російський музей), «Вид Миколаєва» (1799, Третьяковська галерея), «Вид Херсона» (Херсонський краєзнавчий музей), «Міська площа в Херсоні» (авкарель; Третьяковська галерея), «Вид Бахчисарая» (між 1798 і 1800; Російський музей).
На замовлення Павла I виконав два види на Михайлівський замок (1799—1800, Російський музей).
Перебуваючи у Москві написав з натури картини: «Красна площа із собором Василя Блаженного» (Пушкінський Дім), «Вигляд військового шпиталю» (не збереглася), «Парад у Московському Кремлі. Соборна площа» (початок 1800-х; Державний історичний музей) і низку акварелей.
На початку 1800-х—1810-х роках створив пейзажі «Вид на Біржу і Адміралтейство від Петропавловської фортеці» (біля 1802; повтори — 1810, Третьяковська галерея; 1810-ті — Тверська картинна галерея), «Вид Московського Кремля і Кам'яного моста» (повтор, 1815 — Державний історичний музей), «Вид Англійської набережної» (Російський музей), «Вид Адміралтейства та Зимового палацу від 1-го кадетського корпусу» (варіанти у Російському музеї і Всеросійському музеї Олександра Пушкіна).

## Вшанування
- У 1820 році портрет Федора Алексєєва написав художник Михайло Теребеньов (Музей Російської академії мистецтв);
- У 1953 році в Москві у Третьяковській галереї відбулася персональна виставка, присвячена 200-річчю з дня народження художника.